# Örnlav
Örnlav (Ochrolechia tartarea) är en lavart som först beskrevs av Carl von Linné och fick sitt nu gällande namn av Abramo Bartolommeo Massalongo. Örnlav ingår i släktet Ochrolechia och familjen Ochrolechiaceae. Arten är reproducerande i Sverige. Inga underarter finns listade.
I början av 1800-talet var det svenska namnet orselilav. Andra, huvudsakligen regionala namnformer från denna tid var byttelet, böttlet, Boråsfärg, örnmossa och bergmossa. Namnformerna Boråsfärg och byttelet syftade på att laven användes för att göra röd färg.
Från slutet av 1700-talet exporterades örnlav i stora mängder för färgtillverkning utomlands, särskilt från Bohuslän. Exportens värde år 1791 värderades till "en tunna guld". Från 1780-talet skeppades stora mängder "bergmossa" över Göteborgs hamn till Nederländerna för färgtillverkning. Denna export hade nästan helt upphört kring 1840. Färgen kallades för orselj och användes till färgning av silke och ylle enligt följande:

Vid färgning med den fuktiga orseljen bör deraf en lika vigt med godset, som skall färgas, dertill användas. En färgsoppa tillredes af orseljen lagd i kittel med sjö- eller regn-vatten, som sakta upphettas. Häri lägges godset, som under en måttlig kokning och omrörning deri förblifver, tills den önskade färgen erhålles, hvarefter det upptages, sköljes och torkas.